# Rezzo (Italie)
Pour les articles homonymes, voir Rezzo.
Rezzo est une commune italienne de la province d'Imperia dans la région Ligurie en Italie.

## Administration
| Période                                  | Période | Identité | Étiquette | Qualité |
| ---------------------------------------- | ------- | -------- | --------- | ------- |
|                                          |         |          |           |         |
| Les données manquantes sont à compléter. |         |          |           |         |

### Communes limitrophes
Aurigo, Borgomaro, Carpasio, Molini di Triora, Montegrosso Pian Latte, Pieve di Teco, Pornassio